# موزه ادبی لاهوتی
موزهٔ ادبی لاهوتی یا آثارخانهٔ ادبی لاهوتی (به تاجیکی: اُثُرخُنهٔ ادبی‌ای لُهوتی Осорхонаи адабии Лоҳутӣ)، یک موزهٔ ادبی است که در یادبود ابوالقاسم لاهوتی در شهر دوشنبه تأسیس شده‌است. این موزه با تصمیم دفتر کمیته مرکزی جمهوری تاجیکستان در سال ۱۹۸۱ (۱۳۶۰ خورشیدی) گشایش شده‌است. موزهٔ ادبی لاهوتی در خیابان استاراوشان ۴، خانهٔ شمارهٔ ۱ قرار دارد. موزهٔ ادبی لاهوتی در مرکز موزه‌های ادبی دوشنبه قرار دارد و در نزدیکی موزهٔ ادبی تورسون‌زاده واقع شده‌است.